# Boukoki IV
Boukoki IV ist ein Stadtviertel (französisch: quartier) im Arrondissement Niamey III der Stadt Niamey in Niger.

## Geographie

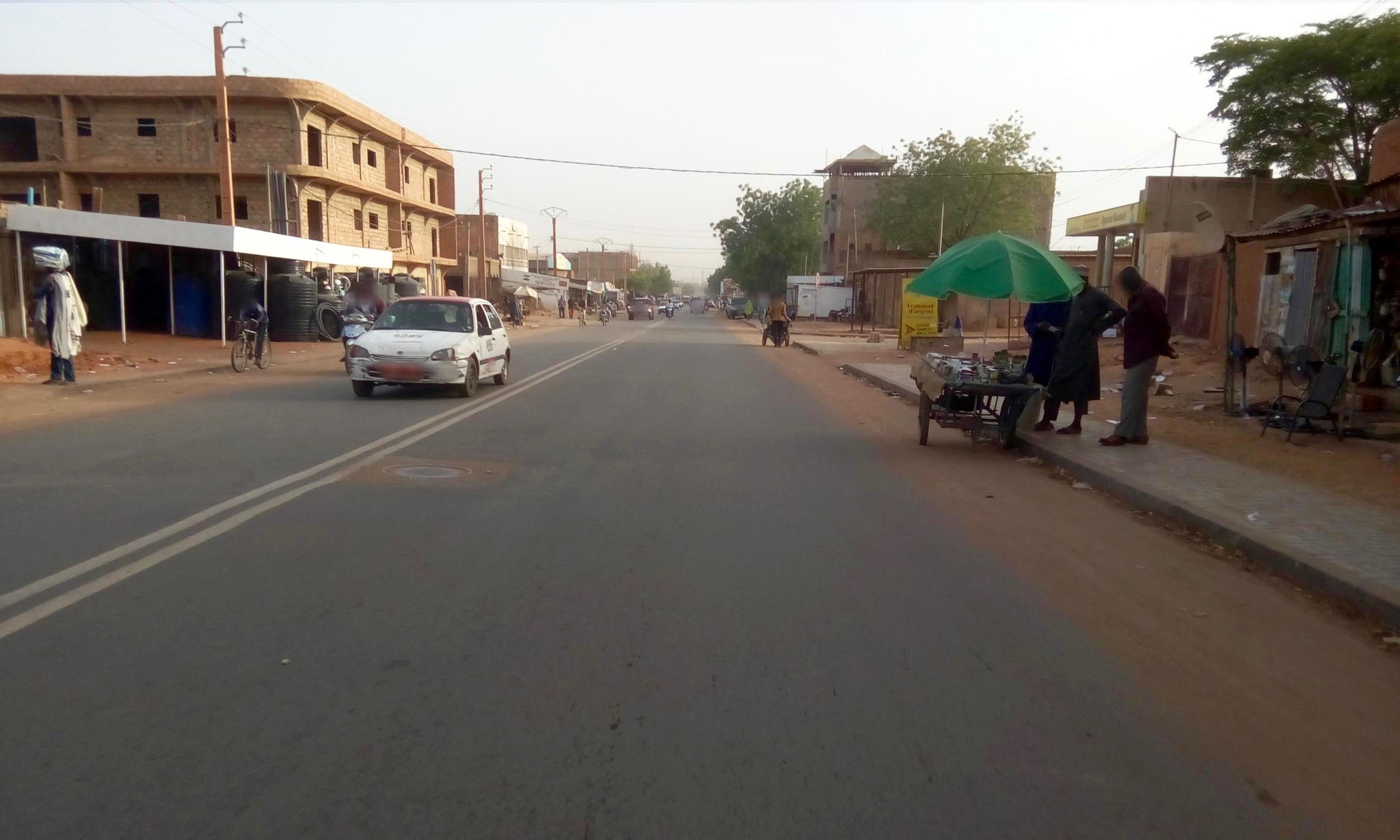
Die Avenue de l’Ader an der Grenze zwischen den Stadtvierteln Boukoki IV, hier auf der linken Seite, und Boukoki II, hier auf der rechten Seite (2018)

Boukoki IV gehört zum nördlich des historischen Stadtzentrums von Niamey gelegenen Stadtteil Boukoki. Die angrenzenden Stadtviertel sind Couronne Nord im Norden, Madina im Osten, Abidjan im Süden, Boukoki I im Südwesten und Boukoki II im Nordwesten. Boukoki IV erstreckt sich über eine Fläche von knapp 100 Hektar und liegt in einem Tafelland mit einer Sandschicht, die abgesehen von einem Abschnitt im Norden mehr als 2,5 Meter tief ist, wodurch eine bessere Einsickerung als in anderen Teilen der Stadt möglich ist.
Das Standardschema für Straßennamen in Boukoki IV ist Rue BK 1, wobei auf das französische Rue für Straße das Kürzel BK für Boukoki und zuletzt eine Nummer folgt. Dies geht auf ein Projekt zur Straßenbenennung in Niamey aus dem Jahr 2002 zurück, bei dem die Stadt in 44 Zonen mit jeweils eigenen Buchstabenkürzeln eingeteilt wurde.

## Geschichte
In den einzelnen Vierteln von Boukoki bildeten sich in den 1960er Jahren Wohnsiedlungen für Zuwanderer aus dem Landesinneren heraus, die zum Teil wegen der schlechten Ernährungslage am Land in die Hauptstadt zogen. Boukoki IV war noch in den 1970er Jahren nur zum Teil bebaut und wies in seinem Zentrum ein großes baumbestandenes Obst- und Gemüseanbaugebiet auf.

## Bevölkerung
Bei der Volkszählung 2012 hatte Boukoki IV 18.155 Einwohner, die in 3245 Haushalten lebten. Bei der Volkszählung 2001 betrug die Einwohnerzahl 21.749 in 3493 Haushalten und bei der Volkszählung 1988 belief sich die Einwohnerzahl auf 14.502 in 2530 Haushalten.

## Infrastruktur
Im Stadtviertel ist mit einem Centre de Santé Intégré (CSI) ein Gesundheitszentrum vorhanden.